# Gypsophila annamensis
Gypsophila annamensis (турдинула анамська) — вид горобцеподібних птахів родини Pellorneidae. Мешкає в Південно-Східній Азії. Раніше вважався підвидом темної турдинули, однак був визнаний окремим видом у 2020 році.

## Поширення і екологія
Анамські турдинули мешкають на півдні Китаю та на півночі В'єтнаму і Лаосу. Вони живуть у вологих тропічних лісах.